# Josef Drahňovský
Josef Drahňovský (4. září 1890 Církvice – 17. listopadu 1962) byl český hoteliér, podnikatel, sportovní mecenáš, majitel znárodněných Grandpodniků Drahňovský v Praze.

## Životopis
Ve 20. letech 20. století působil jako vrchní číšník restaurace československého Grandhotelu Kupari v jižní Dalmácii (Chorvatsko). Stavba polostátního hotelu od architekta Jiřího Stibrala se dvěma restauracemi, koncipovaná coby „československé mořské lázně“, byla kolaudována v roce 1923. Drahňovský zde zůstal nejméně do roku 1929. Poté se přesunul do Prahy, a to nejdříve jako nájemce a posléze jako majitel paláce U Nováků ve Vodičkově ulici 26, kde zřídil Grandpodniky Drahňovský. Jejich součástí byl grandhotel, velkokavárna a varieté. Drahňovský byl rovněž nájemcem již neexistujících lázní Na Mlýnku v pražském Braníku a podporoval atletický klub AC Sparta Praha, zejména jeho cyklistický odbor.
Během druhé světové války byl Drahňovský mnohokrát vyslýchán a obviněn ze šmelinářství, v roce 1942 musel zaplatit 1 000 000 korun pokuty, vždy se mu však podařilo uniknout zatčení. Po válce jej začínající slovenský spisovatel Ladislav Mňačko prostřednictvím skandalizujícího článku „Grandvarieté Drahňovský a co za tím vězí“, uveřejněném 8. února 1946 v Rudém právu, obvinil z násilného chování vůči zaměstnancům a z „porušení národní cti“. Drahňovský, označený za „krále šmelinářů protektorátu Čechy a Morava“, byl následně zbaven majetku.
Grandpodniky si s ohledem na svou popularitu u pražské veřejnosti značku „Drahňovský“ podržely až do roku 1950, kdy se staly součástí národního podniku Československé hotely. V té době byla jejich nejviditelnější součást, Grandvarieté Drahňovský, přejmenována na Pražské lidové varieté. O poválečných osudech jejich bývalého majitele není mnoho známo.